# South Farmingdale
South Farmingdale és una concentració de població designada pel cens dels Estats Units a l'estat de Nova York. Segons el cens del 2000 tenia 15.061 habitants.

## Demografia
Segons el cens del 2000, South Farmingdale tenia 15.061 habitants, 4.899 habitatges, i 4.095 famílies. La densitat de població era de 2.655,3 habitants per km².
Dels 4.899 habitatges en un 36,3% hi vivien nens de menys de 18 anys, en un 69,9% hi vivien parelles casades, en un 10,5% dones solteres, i en un 16,4% no eren unitats familiars. En el 13,5% dels habitatges hi vivien persones soles el 7,2% de les quals corresponia a persones de 65 anys o més que vivien soles. El nombre mitjà de persones vivint en cada habitatge era de 3,07 i el nombre mitjà de persones que vivien en cada família era de 3,37.
Per edats la població es repartia de la següent manera: un 25,1% tenia menys de 18 anys, un 6,2% entre 18 i 24, un 30,8% entre 25 i 44, un 21,7% de 45 a 60 i un 16,2% 65 anys o més.
L'edat mediana era de 38 anys. Per cada 100 dones de 18 o més anys hi havia 91 homes.
La renda mediana per habitatge era de 71.168 $ i la renda mediana per família de 76.049 $. Els homes tenien una renda mediana de 52.290 $ mentre que les dones 36.475 $. La renda per capita de la població era de 25.927 $. Entorn del 2,5% de les famílies i el 2,8% de la població estaven per davall del llindar de pobresa.